# Ludwig von Donle
Ludwig Donle, ab 1914 Ritter von Donle, (* 21. Januar 1869 in Schweinfurt; † 7. Januar 1942 in Regensburg) war ein deutscher Ministerialbeamter und Schifffahrtsmanager.

## Leben
Er war der Sohn des Oberlandesgerichtspräsidenten Eduard von Donle. Nach dem Abitur am Melanchthon-Gymnasium Nürnberg studierte er in Erlangen, Berlin und Leipzig Rechtswissenschaften. 1888 wurde er Mitglied des Corps Onoldia, dem auch schon sein Vater angehörte. Nach dem Assessorexamen wurde er 1895 in den Dienst des Bayerischen Staatsministeriums des Königlichen Hauses und des Äußeren übernommen, wo er zum Ministerialrat, Reichsherold und Referenten des Königlichen Hauses aufstieg. 1913 war er Mitbegründer der Bayerischen Lloyd Schiffahrts-AG. Von Anfang 1918 bis 1939 war er Generaldirektor des Bayerischen Lloyds. Nach dem Ersten Weltkrieg war er maßgeblich für den Wiederaufbau der überwiegend zerstörten Schiffsflotte der Gesellschaft verantwortlich.
Als sachverständiger Delegierter für Binnenschifffahrt nahm er an den Friedensverhandlungen in Bukarest und Versailles sowie der Pariser Donaukonferenz von 1920/21 teil.
Von 1922 bis 1933 war Ludwig von Donle Präsident der Industrie- und Handelskammer Regensburg. Er engagierte sich bei der Erneuerung der Wirtschaftsbeziehungen Deutschlands mit den übrigen Donaustaaten und führte Verhandlungen über Zusammenarbeitsverträge mit Donauschifffahrtsgesellschaften anderer Länder.

## Ehrungen
1914 zeichnete König Ludwig III. ihn mit dem Ritterkreuz des Verdienstordens der Bayerischen Krone aus. Mit der Verleihung war die Erhebung in den persönlichen Adelsstand verbunden und er durfte sich nach der Eintragung in die Adelsmatrikel Ritter von Donle nennen.  Er war außerdem Inhaber des Verdienstordens des Heiligen Michael II. Klasse sowie zahlreicher weiterer Orden und Ehrenzeichen.
Donle wurde zum Geheimen Rat, später zum Wirklichen Geheimen Rat ernannt.
In Regensburg ist die „Von-Donle-Straße“ nach ihm benannt. Außerdem trug ein Rad-Motorschiff des Bayerischen Lloyds den Namen „Ludwig von Donle“.

## Schriften
- Über internationale Eheschliessung mit besonderer Berücksichtigung der geltenden Codifikationen. 1892.
- Ahnentafel S. M. des Königs Ludwig III. von Bayern. Band 1, 1916.
- Beilagen zur Ahnentafel S. M. des Königs Ludwig III. von Bayern. 1916.
- Zahlreiche Fachpublikationen über Binnenschiffahrtsrecht